# Unió General dels Treballadors Algerians
La Unió General dels Treballadors Algerians (UGTA, àrab: الاتحاد العام للعمال الجزائريين, al-Ittiḥād al-ʿĀm li-l-ʿUmmāl al-Jazāʾiriyyīn; francès: Union Générale des Travailleurs Algériens) és el principal sindicat algerià, fundat al 24 de febrer del 1956 amb l'objectiu de mobilitzar els obrers algerians contra la llei francesa. Va ser prohibit aviat, al maig, però va continuar operant clandestinament, jugant un notable rol a la vaga dels vuit dies el 1957 i establint un diari, L'Ouvrier algérien. Va esdevenir efectivament subordinat a la llei del partit, el Front d'Alliberament Nacional, durant els següents anys d'independència sota un govern de partit únic socialista, mentre donava la benvinguda a la política de nacionalització que el govern va seguir.
El 1989, el govern va començar a seguir un programa de política liberalitzadora, i ràpidament es va instal·lar un sistema d'eleccions de diferents partits. La UGTA va prendre avantatge del nou clima per establir alguna distància del govern, i va declarar la vaga al març del 1991, obtenint diverses concessions incloent-hi la fixació del preu. Tanmateix, aquest experiment polític va ser interromput el 1992 pels militars, seguint una victòria islamista a les urnes, i va començar la Guerra Civil Algeriana. La UGTA va denunciar la política del nou govern de liberalització econòmica sota la guia IMF. Tanmateix, es va posar fortament de part dels militars contra els islamistes generalment antisocialistes, i el seu líder, Abdelhak Benhamouda, va ser assassinat cap al vespre del 28 de gener del 1997.
El 2000, l'organització va establir un grup de treball, la Comissió Nacional de les Dones Treballadores, per a adreçar-hi assumptes relacionats amb la posició de la dona.

## Secretaris generals

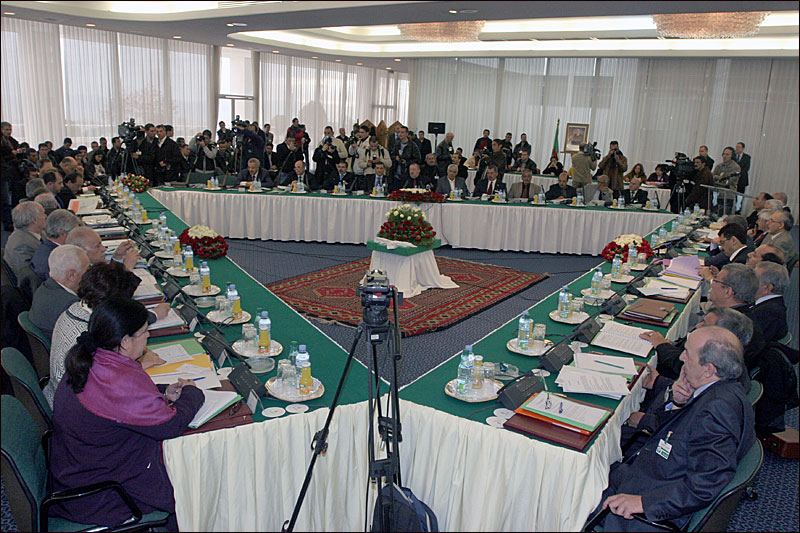
Assemblea de l'UGTA el 2011

- 1956: Boualem Bourouiba, secretari de l’Union algérienne des syndicats de cheminots
- 1956: Hassen Bourouiba
- 1956: Mohamed Flissi

- 1969-1978: Abdelkader Bennikous
- 1978-1982 Abdallah Demene Debbih
- 1982-1990: Tayeb Benlakhdar
- 1990-1997: Abdelhak Benhamouda
- 1997-2019: Abdelmadjid Sidi-Saïd
- des de 2019: Salim Labatcha